# Via Domitia

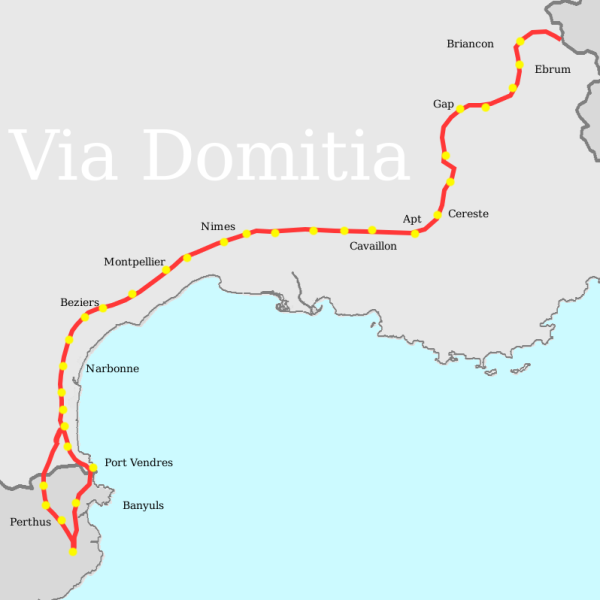
Traject

Romeinse wegen in Frankrijk

De Via Domitia was de eerste heirbaan die aangelegd werd in Gallië. De baan werd aangelegd in 118 v.Chr. door de proconsul Gnaeus Domitius Ahenobarbus, samen met de eerste Romeinse kolonie in Gallië, het hedendaagse Narbonne. De weg was een strategisch belangrijke verbinding.
De via Domitia verbond Italië met Spanje. De baan kruiste de Via Aquitania, die naar de Atlantische Oceaan leidde, in Narbonne.
Steden langs de Via Domitia waren onder andere:
- Briançon
- Gap
- Sisteron
- Apt
- Cavaillon
- Beaucaire
- Nîmes
- Ambrussum, een fort met de brug van Ambrussum waarover de Via Domitia liep
- Montpellier
- Béziers
- Narbonne
- Perpignan

## Galerij

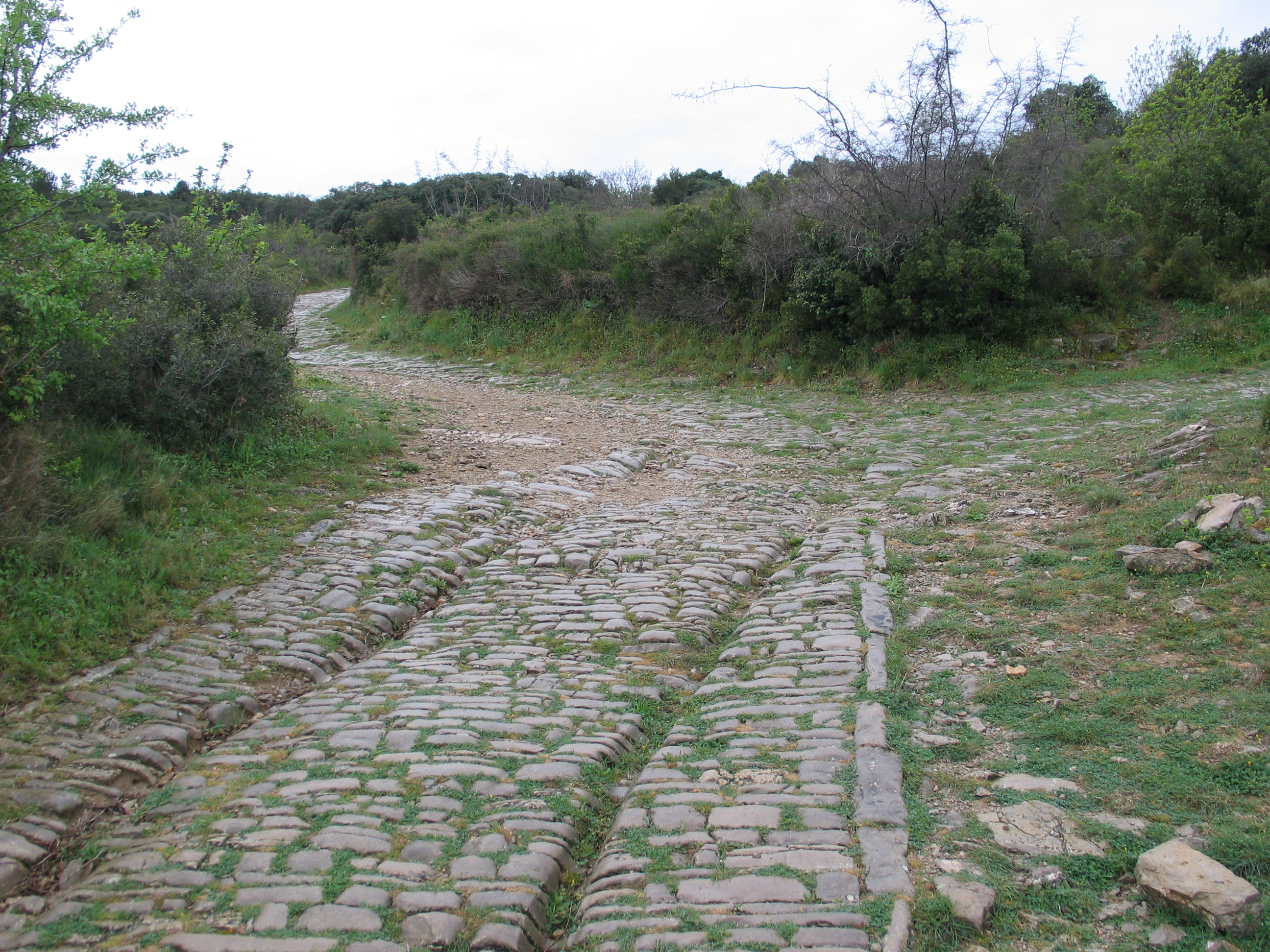
Antiek gedeelte in Villetelle (Ambrussum) bij Montpellier
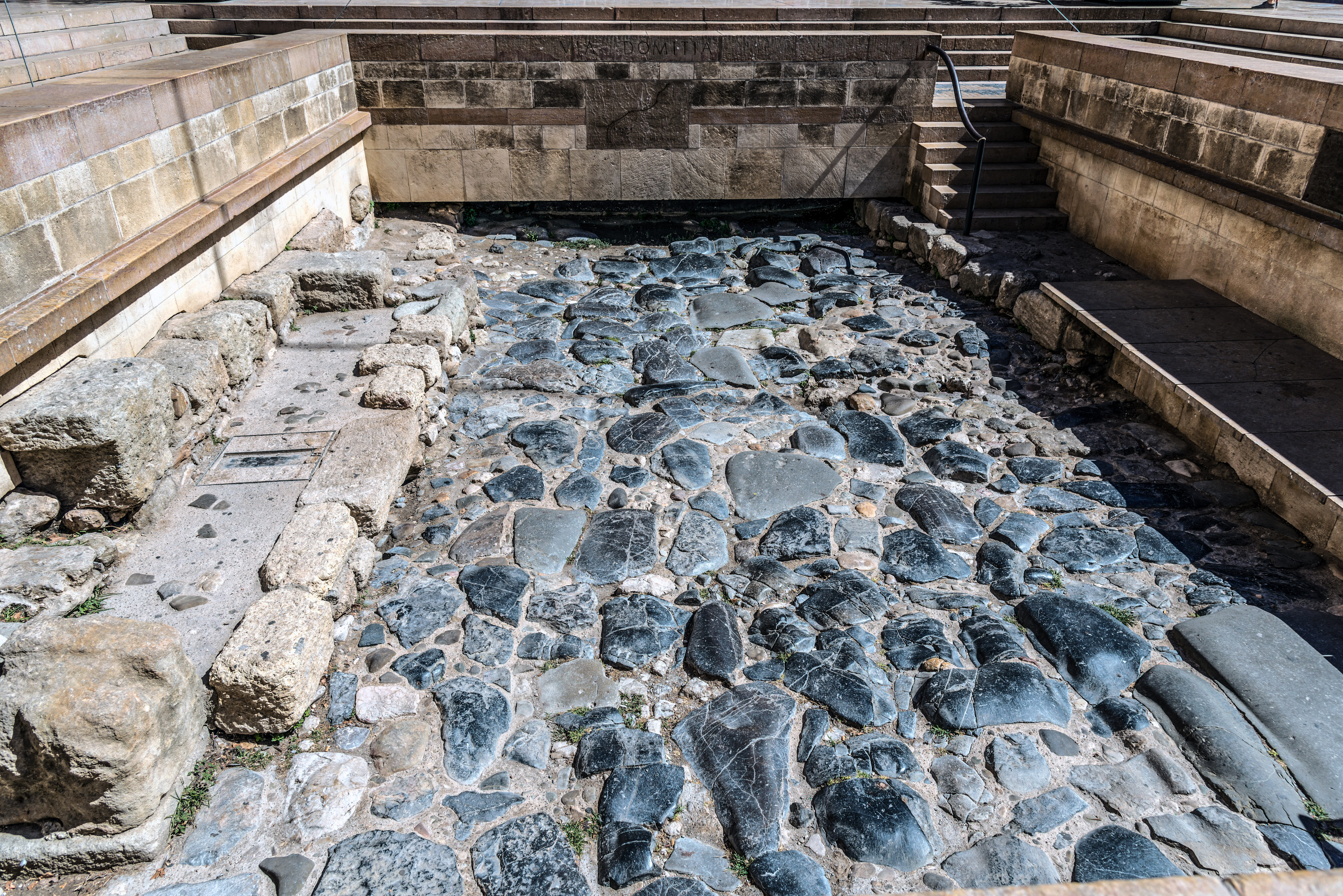
Stuk van de Via Domitia in het centrum van Narbonne
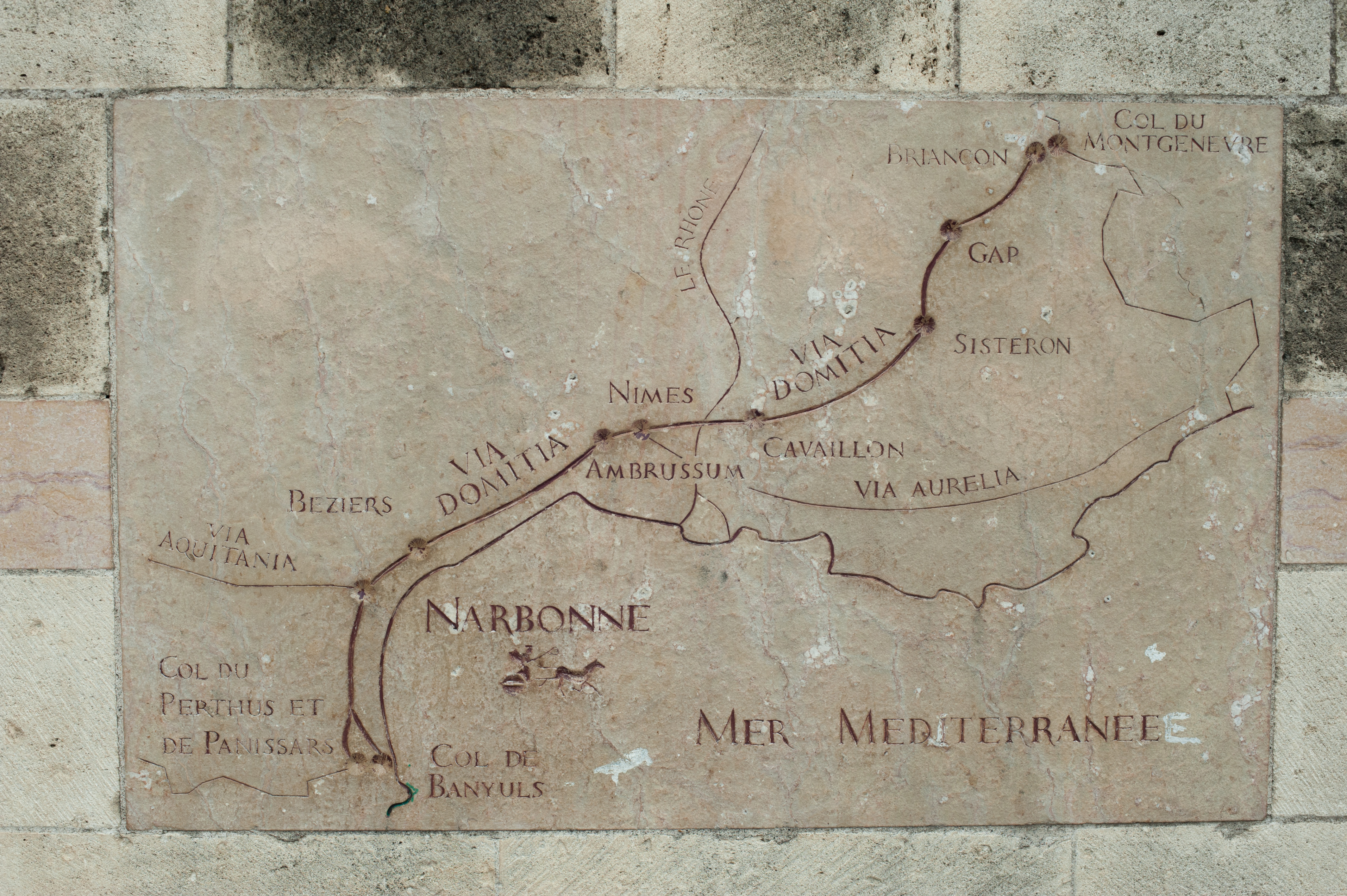
Traject van de Via Domitia
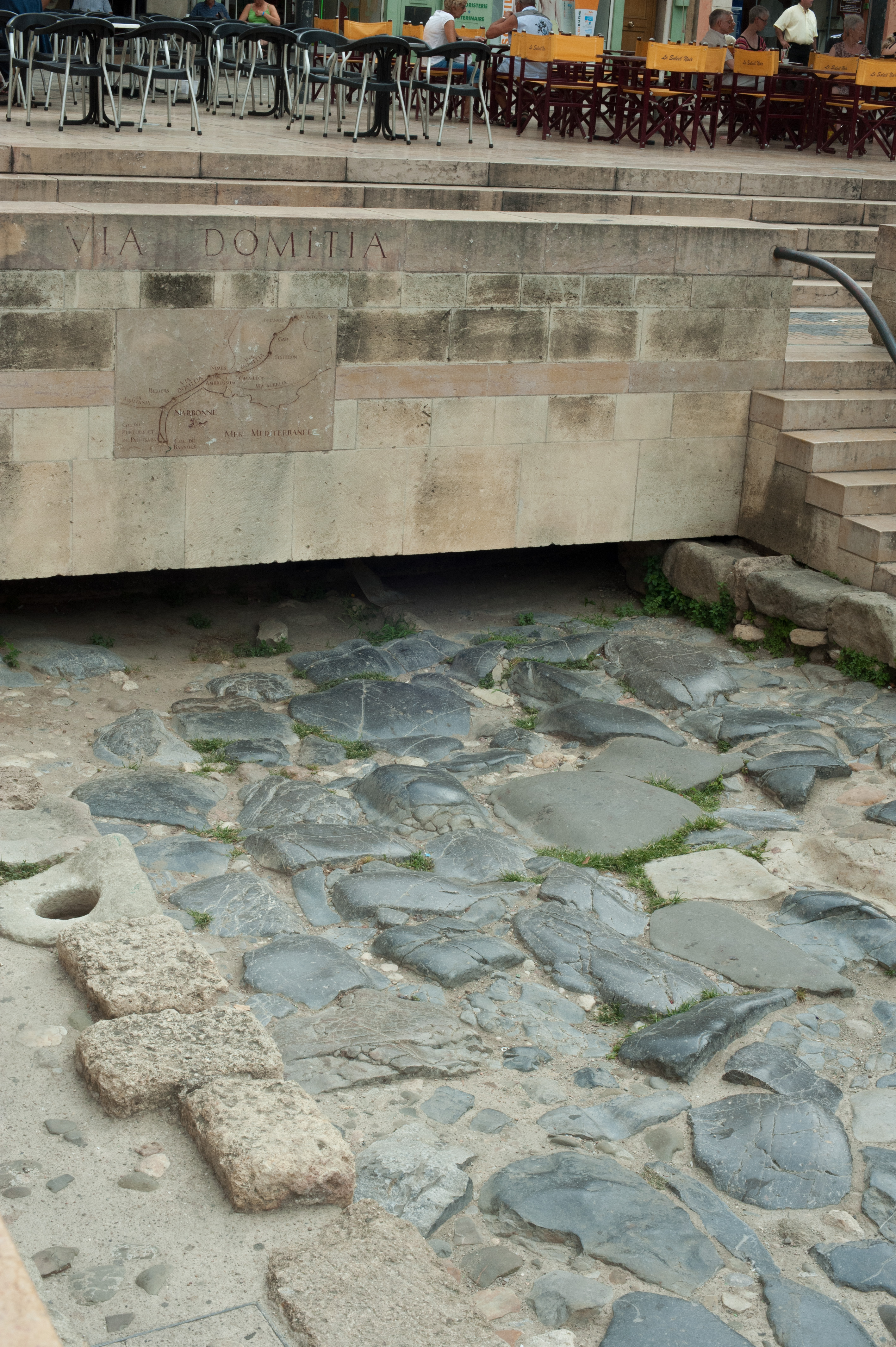
Monument Via Domitia in het centrum van Narbonne